# Bärenbach, Rhein-Hunsrück
Bärenbach là một xã thuộc huyện Rhein-Hunsrück bang Rheinland-Pfalz, phía tây nước Đức. Xã Bärenbach, Rhein-Hunsrück có diện tích 4,83 km², dân số thời điểm ngày 31 tháng 12 năm 2006 là 450 người.